# Самурский заказник
Саму́рский заказник — государственный природный заказник федерального значения. Расположен на юго-востоке Республики Дагестан, Россия.
Заказник учреждён приказом Главного управления охотничьего хозяйства и заповедников при Совете министров РСФСР от 28 мая 1982 г. № 162 без ограничения срока действия.
Передан в ведение заповедника приказом Министерства природных ресурсов и экологии Российской Федерации от 3 ноября 2009 г. № 362. Заказник имеет профиль биологического (зоологического) и предназначен для сохранения и восстановления ценных в хозяйственном отношении, а также редких и находящихся под угрозой исчезновения объектов животного мира и среды их обитания.
Заказник расположен на территории Магарамкентского и Дербентского районов. На территории заказника расположено 7 населённых пунктов сельского типа, 3 пограничные заставы, Приморский рыборазводный завод.
Общая площадь территории заказника до 2019 года составляла 11,2 тыс. га. В 2019 году большая часть заказника вошла в состав одноимённого национального парка, в связи с этим площадь заказника сокращена до 1939,9 га.

## Общая информация
Территория заказника состоит из массива пойменных широколиственных лиановых лесов дельты Самура, рассечённого многочисленными рукавами реки и родниковыми речками, а также прибрежных озёр, лагун, пляжей и 800-метровой мелководной полосы акватории Каспийского моря.
С 2019 года большая часть заказника является частью Самурского национального парка.

## Флора и фауна
К основным объектам охраны относятся: кабан, косуля, камышовый кот, лесной кот, места остановок и зимовок водоплавающих и околоводных птиц, средиземноморская черепаха и другие виды редких и исчезающих животных, а также природный комплекс дельтовых лиановых лесов.
Самурские леса представляют собой сложный комплекс тополевников, ольшаников, дубрав и грабовых лесов, ранее сплошным массивом покрывавших практически всю дельту реки. В настоящее время довольно большие участки леса заняты искусственными насаждениями (грецкий орех, ложноакация, гледичия, яблоня, гранат, хвойные породы и т. д.).
Флора Самурского заказника насчитывает более 1000 видов, среди которых много эндемичных и реликтовых форм, а также редких и исчезающих видов, занесённых в Красные книги России и Дагестана (лапина крылоплодная, лук странный, плющ Пастухова, ятрышник болотный, офрисы — кавказский, оводоносный и др.).
В дельте реки Самур отмечено более 300 видов птиц, из которых более 130 видов — гнездящиеся и предположительно гнездящиеся. Здесь зарегистрировано 51 редких и исчезающих видов, занесенных в Красные книги Дагестана, России и МСОП (черный аист, фламинго, кудрявый пеликан, орлан-белохвост, малый подорлик, савка, белоглазый нырок, шилоклювка, луговая тиркушка, султанская курица и др.). Как место массового пролёта и зимовок птиц устье реки Самур объявлено ключевой орнитологической территорией международного значения.